# Кон'юнктивна нормальна форма
Кон'юнкти́вна норма́льна фо́рма (КНФ) в булевій логіці - нормальна форма в якій булева формула має вид кон'юнкції декількох диз'юнктів (де диз'юнктами називаються диз'юнкції декількох пропозиційних символів або їх заперечень). Кон'юнктивна нормальна форма широко використовується в автоматичному доведенні теорем, зокрема вона є основою для використання правила резолюції.

## Приклади
Наступні формули записані в КНФ:
{\displaystyle A\land B}
{\displaystyle A\!}
{\displaystyle (A\lor B)\land \neg A}
{\displaystyle (A\lor B\lor \neg C)\land (\neg D\lor E\lor F)\land (C\lor D)\land B}
Наступні формули не є в КНФ:
{\displaystyle \neg (B\vee C)}
{\displaystyle (A\wedge B)\vee C}
{\displaystyle A\wedge (B\vee (D\wedge E)).}
Проте ці формули еквівалентні наступним формулам записаним у кон'юнктивній нормальній формі:
{\displaystyle \neg B\wedge \neg C}
{\displaystyle (A\vee C)\wedge (B\vee C)}
{\displaystyle A\wedge (B\vee D)\wedge (B\vee E).}

## Приведення булевої формули до КНФ
Довільна булева формула може бути приведена до КНФ за допомогою наступного алгоритму:
Крок 1 : Усі логічні зв'язки виразити через кон'юнкцію, диз'юнкцію і заперечення.
Крок 2 : Скасувати всі подвійні заперечення і використати, де можливо, правила де Моргана. Тобто замінити:
{\displaystyle \lnot \lnot A} на {\displaystyle A\;}
{\displaystyle \lnot (A\land B)} на {\displaystyle (\lnot A\lor \lnot B)}
{\displaystyle \lnot (A\lor B)} на {\displaystyle (\lnot A\land \lnot B)}
Крок 3 : Використати де можливо дистрибутивність диз'юнкції, тобто замінити:
{\displaystyle (A\lor (B\land C))} і {\displaystyle ((B\land C)\lor A)} на {\displaystyle ((A\lor B)\land (A\lor C))}
Втім, при цьому розмір булевої формули може зрости експоненціально. Так, наприклад, щоб записати наступну формулу буде потрібно 2n диз'юнктів:
{\displaystyle (X_{1}\land Y_{1})\lor (X_{2}\land Y_{2})\lor \dots \lor (X_{n}\land Y_{n})}
КНФ цієї формули має вигляд:
{\displaystyle (X_{1}\vee \cdots \vee X_{n-1}\vee X_{n})\wedge (X_{1}\vee \cdots \vee X_{n-1}\vee Y_{n})\wedge \cdots \wedge (Y_{1}\vee \cdots \vee Y_{n-1}\vee Y_{n}).}

## Формальна граматика, що описує КНФ
Наступна формальна граматика описує всі формули, приведені до КНФ:
<КНФ> → <диз'юнкт>
<КНФ> → <КНФ> ∧ <диз'юнкт>
<диз'юнкт> → <літерал>
<диз'юнкт> → (<диз'юнкт> ∨ <літерал>)
<літерал> → <терм>
<літерал> → ¬<терм>
де <терм> позначає довільну булеву змінну.